# 김정환 (1984년 9월)
김정환(1984년 9월 28일 ~ )은 대한민국의 전직 스타크래프트 II 프로게이머, 전직 프로게임단 코치이다. Cezanne라는 아이디를 사용하며, 종족은 저그이다.
2003년 한빛 스타즈(현 웅진 스타즈)에 입단하며 프로게이머 활동을 시작했고, 2006년에 은퇴했다.
2010년 스타크래프트 II가 출시되면서 oGs에 입단, 스타크래프트 II 프로게이머로 활동하기 시작했다.
2012년 oGs 팀이 해체되자 같은해 은퇴하였고 제8프로게임단의 코치로 영입되었다.
2014년 2월 스타크래프트 II 프로리그 2라운드부터 프라임 소속의 코치로 활동했다.
하지만 성과는 전혀 없었고 마침내 2015년 5월 프라임의 프로리그 로스터에서 말소되면서 e스포츠를 떠난 것으로 알려졌다.

## 주요 대회 성적
- 제3회 커리지매치 입상
- 2010 TG-Intel 스타크래프트 II OPEN Season 1 64강
- 2010 소니 에릭슨 스타크래프트 II OPEN Season 2 64강
- 2011 소니 에릭슨 글로벌 스타크래프트 II 리그 Jan. Code A 8강
- 2011 인텔 글로벌 스타크래프트 II 리그 Mar. Code A 32강
- 2011 LG 시네마 3D, 인텔코리아 슈퍼 토너먼트 64강
- 2011 소니 에릭슨 글로벌 스타크래프트 II 리그 Nov. Code A 24강
- 2012 핫식스 2012 글로벌 스타크래프트 II 리그 시즌 1 Code A 48강